# アサイラム 監禁病棟と顔のない患者たち
『アサイラム 監禁病棟と顔のない患者たち』（原題:Stonehearst Asylum）は2014年にアメリカ合衆国で公開されたサスペンス映画である。監督はブラッド・アンダーソン、主演はケイト・ベッキンセイルとジム・スタージェスが務めた。本作はエドガー・アラン・ポーが1845年に発表した短編小説「タール博士とフェザー教授の療法」を原作としている。

## ストーリー
1899年、オクスフォード大学のとある教授はヒステリーについての講義を行っていた。その際、彼は実際のヒステリー患者であるイライザ・グレーヴスを教室に連れて来た。イライザは自分がヒステリーなどではないと訴えたが、教授は「全ての精神病患者は自分が正気だと言い張るものだ。全ての犯罪者が自分は無実だと訴えるようにね。」と言って取り合わなかった。教授はイライザを学生たちの教材として利用したのである。講義の最後、教授は学生たちに「耳にしたことは何一つとして信じてはいけないし、目にしたことも半分しか信じてはいけない」と言った。
数年後、医者になったばかりのエドワード・ニューゲートはクリスマス・イブにストーンハースト精神病院を訪れていた。ストーンハースト精神病院は先進的な治療を行っていることで知られており、エドワードはそこで研修医としてキャリアをスタートさせようとしていたのである。ミッキー・フィンに率いられた武装警備員にエスコートされて、エドワードは院長室にやって来た。院長のサイラス・ラムはエドワードを歓迎してくれた。
エドワードはラムの人道的かつ非教条主義的な治療法に感嘆させられた。ラムは患者が投薬や拘禁で快方に向かうとは思っておらず、妄想をも肯定的に捉えることで患者を快方へと向かわせようとしていた。患者を人間として扱う治療のお陰で、ストーンハースト精神病院は穏やかな雰囲気に包まれていたのである。
エドワードはイライザ・グレイヴスの治療を担当することになった。ラムはイライザがトラウマを抱えているが故に挙動不審になっていると説明した。イライザは夫の異常なまでの性欲に耐え続けていたが、ある日、ついに限界が来てしまったのだという。それからというもの、イライザは人と関わったり身体的接触をしたりすると、ヒステリーの症状に苦しめられるようになった。発狂したイライザは夫の右目を櫛で突き刺し、耳を食いちぎったのだという。その結果、イライザは精神病院に入院することになったが、夫は今でもイライザを病院から連れ戻そうと企んでいた。それ故、ラムはイライザに退院の許可を出せずにおり、音楽療法を続けざるを得ない状態にあった。
あろうことか、エドワードはイライザを誘惑しにかかった。イライザはそれを上手くあしらっていたが、女として扱われたことに満更でもない様子であった。その後、盛大なクリスマスパーティーが開催され、患者とスタッフが一堂に会してクリスマスを祝った。その席上、些細なことから、エドワードとフィンは口論になった。夕食後、エドワードは「ここからすぐに逃げて」とイライザに忠告されたが、その意味がよく理解できなかった。
ほどなくして、エドワードはイライザが自分に警告してきた理由を知ることになった。偶然、地下室に足を運んだエドワードは、そこに大量の人間が収容されているのを見て仰天した。彼/彼女らこそストーンハースト精神病院のスタッフであって、上の階でスタッフとして振る舞っているのは元患者たちなのだという。ラムとフィンが反乱を起こした際、院長だったベンジャミン・ソルトは飲み物に薬を入れられて昏睡していたため、適切な処置が執れなかったのである。エドワードはソルトとミセス・パイクから「ラムは戦時中に患者たちを治療に見せかけて殺した狂人だ」と知らされて震え上がった。エドワードはロンドンに逃げるか、それともラムやフィンと対決するかの二者択一を迫られることになった。

## キャスト
- ()は日本語吹き替え。
- ケイト・ベッキンセイル - イライザ・グレイヴス(森なな子)
- ジム・スタージェス - エドワード・ニューゲート(高橋大輔)
- マイケル・ケイン - ベンジャミン・ソルト医師(辻井健吾)
- ベン・キングスレー - サイラス・ラム医師(北島善紀)
- デヴィッド・シューリス - ミッキー・フィン(斎藤寛仁)
- ブレンダン・グリーソン - 精神鑑定医(こばたけまさふみ)
- シニード・キューザック - ミセス・パイク
- ソフィー・ケネディ・クラーク - ミリー
- クリストファー・フルフォード - パクストン
- ジェイソン・フレミング - スワンウィック
- その他の日本語吹き替え‐寺依沙織、森千晃、宮本淳、中村和正、赤坂柾之、杉山滋美、竹村知美

## 製作
2013年3月16日、ケイト・ベッキンセイルが新作ホラー映画『Eliza Graves』の出演交渉に臨んでいると報じられた。4月2日、ジム・スタージェスがキャスト入りした。12日、マイケル・ケインとベン・キングスレーの出演が決まったとの報道があった。6月17日、ブレンダン・グリーソンとデヴィッド・シューリスが本作に出演することになったと報じられた。21日、本作の主要撮影がブルガリアで始まった。
2013年11月25日、ジョン・デブニーが本作で使用される楽曲を手掛けることになったと報じられた。2014年7月31日、本作のタイトルが『Eliza Graves』から『Stonehearst Asylum』に変更されるとの報道があった。10月14日、本作のサウンドトラックのデジタル配信が始まった。

## 評価
映画批評集積サイトのRotten Tomatoesには52件のレビューがあり、批評家支持率は54%、平均点は10点満点で5.5点となっている。サイト側による批評家の見解の要約は「熱烈なホラー映画ファンにとって、『アサイラム 監禁病棟と顔のない患者たち』は十二分以上に面白い作品である。しかし、そうではない人たちにとっては実につまらない作品であろう。」となっている。また、Metacriticには14件のレビューがあり、加重平均値は52/100となっている。